# Big Country
I Big Country sono un gruppo di musica rock scozzese formatosi nel 1981 e scioltosi nel 2000. Assieme a gruppi quali U2, The Alarm e Simple Minds sono risultati tra i più popolari gruppi di musica rock nella Gran Bretagna e nell'Irlanda negli anni ottanta.

## Storia del gruppo
I Big Country nascono nei primissimi anni ottanta in Scozia, a Dunfermline, grazie all'incontro di Stuart Adamson (chitarra, voce, e autore principale, morto suicida nel 2001), ex membro del gruppo punk Skids e Bruce Watson (chitarra).
A questi si associano due dei più noti session man in circolazione: il batterista Mark Brzezicki ed il bassista, Tony Butler.

## Progetto musicale
Il loro progetto musicale consisteva nell'unire temi ispirati alla musica popolare scozzese ad un contesto musicale post-punk.
Quello che differenzia il suono dei Big Country da quello di altri gruppi di ispirazione folk (come i Pogues, i Waterboys o i New Model Army), è che essi non abbandonano le sonorità rock per aggiungere strumenti tradizionali, ma decidono di riprodurre con le chitarre elettriche le sonorità delle cornamuse, dei flauti o dei violini. Questo particolare connubio, crea un suono estremamente originale che diventerà, col passare del tempo, il loro marchio di fabbrica, ma anche un limite invalicabile alle loro scelte stilistiche.
I primi 4 album (The Crossing, Steeltown, The Seer e Peace in our Time) sono comunque un successo,  e scalano le classifiche europee ed americane. Ciononostante, con l'arrivo degli anni novanta il loro sound appare datato e la loro popolarità si riduce notevolmente, pur continuando a produrre album e soprattutto a suonare dal vivo per oltre 10 anni. Dal punto di vista dei testi, i temi trattati sono principalmente di carattere sociale, in un Regno Unito diviso in due dalla politica di Margaret Thatcher e ferita dal conflitto delle Falkland.

## Formazione
- Stuart Adamson - voce, chitarra
- Bruce Watson - chitarra, mandolino
- Tony Butler - basso, chitarra
- Mark Brzezicki - batteria

Benché siano considerati fra i più genuini esponenti del rock scozzese, nessuno dei musicisti è nato in Scozia: Stuart Adamson è nato a Manchester, Bruce Watson a Timmins, Ontario (Canada), Mark Brzezicky nel Berkshire in Inghilterra e Tony Butler a Londra.

## Discografia
Album in studio
- 1983 - The Crossing
- 1984 - Steeltown
- 1986 - The Seer
- 1988 - Peace in Our Time
- 1991 - No Place Like Home
- 1993 - The Buffalo Skinners
- 1995 - Why the Long Face?
- 1999 - Driving to Damascus
- 2000 - Big Country: The Nashville Album
- 2013 - The Journey

EP
- 1984 - Wonderland
- 1999 - Bon Apetit
- 1999 - In the Scud

Live
- 1994 - Without the Aid of a Safety Net
- 1994 - Radio 1 Sessions
- 1995 - BBC Live in Concert
- 1996 - Eclectic
- 1997 - King Biscuit Flower Hour (album)
- 1997 - Brighton Rock (album)
- 2000 - Come Up Screaming
- 2001 - One in a Million
- 2001 - Das Fest - Live in Germany 95
- 2002 - Live in Cologne
- 2005 - Without the Aid of a Safety Net - The Complete Concert

Raccolte
- 1998 - Restless Natives & Rarities
- 2001 - Undercover
- 2001 - Greatest 12 Inch Hits
- 2001 - Rarities II
- 2002 - Rarities III
- 2003 - Rarities IV
- 2003 - Rarities V
- 2003 - Rarities VI
- 2004 - Rarities VII
- 2005 - Rarities VIII

Singoli
- 1982 - Harvest Home
- 1983 - Fields Of Fire
- 1983 - In a Big Country
- 1983 - Chance
- 1984 - Wonderland
- 1984 - East of Eden
- 1984 - Where the Rose Is Sown
- 1985 - Just a Shadow
- 1986 - Look Away
- 1986 - The Teacher
- 1986 - One Great Thing
- 1988 - King of Emotion
- 1989 - Peace in Our Time
- 1993 - The One I Love